# 雪絵ゆき
雪絵 ゆき（ゆきえ ゆき、1960年1月30日  - ）は、日本の女優。京都府出身。特技は水泳。旧芸名＝雪江由紀。楡プロダクション所属。
演劇集団 円研究所出身。

## 出演

### 映画
- 野獣死すべし（1980年） - 洞窟のアベック
- わるいやつら（1980年） - 見習看護婦・佐々木
- 日本フィルハーモニー物語 炎の第五楽章（1981年）
- 軽井沢夫人（1982年） - マキ
- 草迷宮（1983年）
- ドンマイ（1990年）
- アイ・ラヴ・ユー（1999年） - 三浦比佐子

### テレビドラマ
- 探偵物語 第12話「誘拐」（1979年、日本テレビ）
- おんな太閤記（1980年、NHK） - 侍女
- わが母は聖母なりき（1980年、TBS）
- 松本清張シリーズ・けものみち（1982年、NHK） - 芳仙閣仲居
- 同心暁蘭之介 第38話「葵小僧始末」（1982年、フジテレビ）
- 土曜ワイド劇場 （テレビ朝日）
  - 「横溝正史の鬼火 仮面の男と湖底の女」（1983年）
  - 「西村京太郎トラベルミステリー5 東北新幹線殺人事件」（1984年）
  - 「探偵・神津恭介の殺人推理4 初夜に消えた花嫁」（1986年）
  - 「釣部渓三郎の推理! 北アルプス餓鬼岳の殺意」（1986年）
  - 「終着駅シリーズ7 街」（1997年）
  - 「警視庁女性捜査班シリーズ」（1999年 - 2003年） - 井沢節子
- 大奥 第45話「花嫁は大奥一年生」（1984年、関西テレビ） - おとわ
- 必殺仕事人IV 第17話「勇次 吉原遊女に惚れられる」（1984年、朝日放送） - 浦里
- 月曜ドラマランド （フジテレビ）
  - 「いじわる看護婦7 さすらいのナイチンゲール湯の町をゆく」（1984年）
  - 「新・いじわる看護婦2 君はハレー彗星を見たか!」（1985年）
- 暴れん坊将軍シリーズ（ANB / 東映）
  - 暴れん坊将軍II
    - 第112話「新様まいる、おてふ恋日記」（1985年） - お民
    - 第136話「おやこ鷹 師走の哀歌!」（1985年） - 千恵

  - 暴れん坊将軍IV
    - 第43話「戦慄! 狙われた養生所」（1992年） - おけい
    - 第60話「大奥の殺人者!」（1992年） - まつ
- 長七郎江戸日記 第1シリーズ 第91話「別れ道」（1986年、日本テレビ）
- どうぶつ通り夢ランド（1986年 - 1987年、テレビ朝日） - 南康代
- モナリザたちの冒険（1987年、TBS）
- 水曜ドラマスペシャル「魔夏少女」（1987年、TBS）
- こんな学園みたことない!（1987年 - 1988年、読売テレビ） - 桑原みゆき
- 現代恐怖サスペンス「赤の追想」（1988年、関西テレビ）
- 朝の連続ドラマ （読売テレビ）
  - 花ちりめん（1989年）
  - 花友禅（1991年）
  - 珠玉の女（1992年）
- 宮本武蔵（1990年、テレビ東京）
- ドラマ特別企画「管理職降格」（1990年、テレビ朝日）
- 火曜ミステリー劇場「十津川警部の反撃」（1991年、テレビ朝日）
- 裸の大将 第51話「清と月の砂漠」（1991年、KTV / 東阪企画）
- 新春大型５時間時代劇スペシャル「戦国最後の勝利者!徳川家康」（1992年、テレビ朝日）
- ときめき時代（1993年、関西テレビ）
- 将軍家光忍び旅 第2シリーズ（1992年 - 1993年、テレビ朝日） - 菊江
- 月曜ドラマスペシャル （TBS）
  - 「和服デザイナー探偵1 奥飛騨平家伝説殺人事件」（1997年） - 清小路蘭子
  - 「松本清張特別企画・聞かなかった場所」（1997年）
- 火曜サスペンス劇場「警視庁鑑識班3 目立つな、動くな、待機しろ!」（1997年、日本テレビ）
- 女と愛とミステリー「大和路殺人事件 飛鳥の死体! 絵馬に残された謎の言葉」（2002年、テレビ東京）